# کاگورازاکا

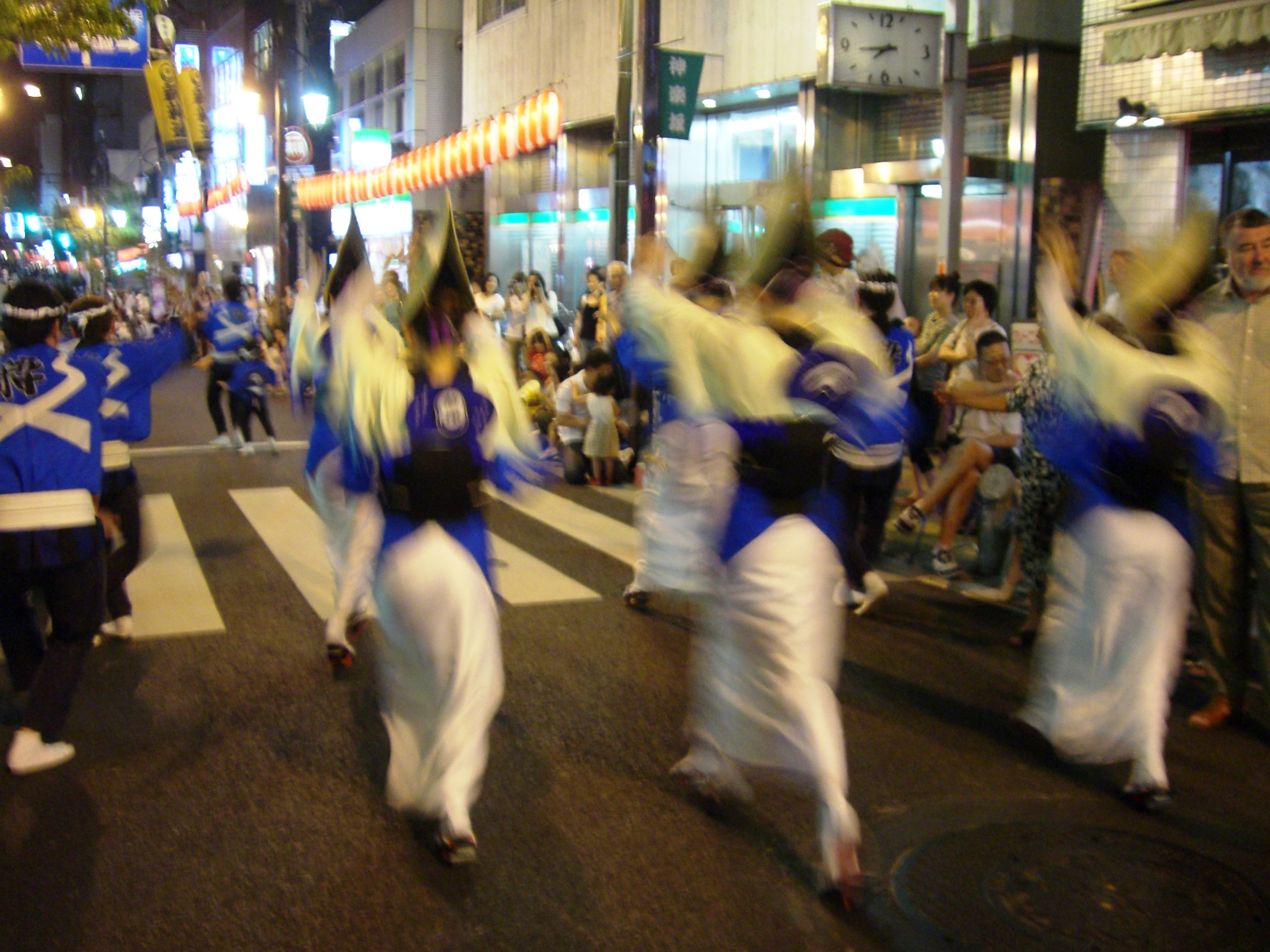
آوا اودوری در کاگورازاکا

کاگورازاکا (به ژاپنی: (神楽坂, Kagurazaka) یکی از محله‌های توکیو پایتخت ژاپن است که در منطقهٔ شینجوکو واقع شده‌است.     

## ایستگاه راه آهن
- متروی توکیو، خط توزایی، ایستگاه کاگورازاکا
- متروی توئی، خط اوادو،E 05 ایستگاه اوشی‌گومه کاگورازاکا  (牛込神楽坂駅)